# Malaguti Yesterday
Il Malaguti Yesterday è uno scooter compatto dalla linea retrò prodotto dalla casa motociclistica Malaguti dal 1997 al 2003.

## Storia
Il Yesterday è uno scooter dalla linea retrò presentato al Motor Show di Bologna nel dicembre del 1996 e posto in vendita sul mercato italiano dal marzo del 1997.
Si tratta della risposta Malaguti alla nuova generazione di Piaggio Vespa ET2 ed ET4 che vennero presentate nel 1996.
Il Yesterday infatti è stato disegnato ispirandosi ai classici scooter italiani degli anni cinquanta sessanta ed era caratterizzato da un'ampia calandra cromata anteriore ovale che incorpora le frecce e il fanale è posizionato sul manubrio. La sella era disponibile sia monoposto che biposto mentre era optional il caratteristico bauletto verniciato in tinta carrozzeria di forma circolare che nelle forme richiamava le ruote di scorta montate posteriormente sugli scooter anni 50. La pedana era piatta. Il Yesterday era molto compatto ed aveva una lunghezza pari a 1.70 metri, larghezza di 0,685 metri e altezza pari a 1.050 metri con la sella alta 0.765 metri e un passo di 1.168 metri. Il peso a vuoto era di 79 Kg e montava pneumatici anteriori e posteriori uguali da 100/90-10" con impianto frenante composto da disco anteriore e tamburo al posteriore.
Adottava una moderna trasmissione a cambio continuo abbinato ad un motore 50 monocilindrico due tempi della Minarelli raffreddato ad aria da 49,2 cm³. Tale motore era disponibile anche in versione catalizzata e dal 1999 venne omologato Euro 1. Il serbatoio aveva una capacità pari a 9 litri.
Venne venduto anche in Nord America a partire dal 1998 al prezzo di 2499 dollari.
A causa del tiepido successo riscontrato sia sul mercato europeo che su quello americano uscì di produzione nel 2003 senza  essere sostituito da nessun modello.